# George William Forbes
George William Forbes (Lyttelton, 12 de mayo de 1869 - Cheviot, 17 de mayo de 1947) fue un político neozelandés.
Ocupó el cargo de Primer ministro de Nueva Zelanda entre el 28 de mayo de 1930 y el 6 de diciembre de 1935.
Comenzó en política en el Partido Liberal, siendo responsable de la disciplina interna hasta 1922. En 1908 había sido elegido para el Parlamento por primera vez, tras interntarlo desde 1902, por la circunscripción de Hurunu.En 1925 fue fundador y primer presidente de un Partido Nacional, fracción del antiguo Partido Liberal que pronto tomaría el nombre de Partido Unido aunque Forbes fue desplazado de la presidencia en favor de Joseph Ward.
En 1928 se convirtió en vice primer ministro con la victoria de Ward y el Partido Unido. En 1930 sucedió a Ward que abandonó el cargo por motivos de salud. Formó una coalición con los reformistas ante los efectos de la depresión, pero en el nuevo gobierno ganó más protagonismo el líder reformista Coates. En todo caso, las duras medidas tomadas ante la crisis por Forbes le llevaron a una dura derrota de las elecciones de 1935. Durante un tiempo continuó al frente de su partido, ahora fusionado con el reformista formando el Partido Nacional de Nueva Zelanda, como líder de la oposición. Finalmente en noviembre de 1936 abandonó la dirección del partido y en 1943 no volvió a presentarse al Parlamento.